# Huang Mandan
Huang Mandan, (Haifeng, 17 de fevereiro de 1983) é uma ex-ginasta chinesa que competiu em provas de ginástica artística. 
Huang fez parte da equipe chinesa que disputou os Jogos Olímpicos de Sydney, em 2000. Neles, conquistou originalmente a medalha de bronze na prova coletiva, porém, uma violação da faixa etária da ginasta Dong Fangxiao retirou a medalha chinesa e a repassou para a equipe norte-americana, quarta colocada. Individualmente, foi quinta colocada na primeira fase de qualificação das barras assimétricas, porém, não disputou a final, devido o regulamento de apenas duas ginastas de um mesmo país competirem na final do aparelho.